# Семёнов, Николай Николаевич (беллетрист)
Никола́й Никола́евич Семёнов (1832—1886) — французский поэт и беллетрист русского происхождения.

## Биография
Николай Семёнов родился 17 февраля 1832 года. Окончил Санкт-Петербургское Императорское училище правоведения. После короткой службы в Сенате переехал во Францию. 
Скончался в Париже 1 ноября 1886 года (20 октября по старому стилю). Похоронен в Санкт-Петербурге на Новодевичьем кладбище, рядом с отцом.

## Труды
Напечатал ряд повестей, романов и стихотворений, из которых известны:
- «La confession d’un poète» (1859),
- «Un homme de coeur» (1861),
- «Une femme du monde» (1862),
- «Les mauvais maris» (1867),
- «Sous les cһкnes verts» (1883),
- «Un millionnaire sentimental» (1885),
- «Aglatine» (1887),
- комедия «Nos candidats» (1874).

После смерти Семёнова вышел сборник маленьких рассказов, под заглавием: «Aglatine» (Париж, 1887), где также помещён перевод сказки Пушкина: «О мёртвой царевне и семи богатырях».